# Оуэн, Джон (поэт)
Джон Оуэн (англ. John Owen; 1564, Плас Ду, Денбишир — 1622[…]) — валлийский новолатинский поэт, эпиграммист, педагог.

## Биография
Родился в Плас Ду в приходе Лланармон в Карнарвоншире. Приходился третьим сыном эсквайру Томасу Оуэну и племянником заговорщику-католику Хью Оуэну. Образование получил в Уинчестере под руководством Томаса Билсона (англ.) (закончил его в 1577 году). В 1582 году поступил в Оксфорд и уже с 1584 года был сотрудником его Нового колледжа, а в 1590-м получил там степень бакалавра гражданского права; это произошло через год после того, как он временно покинул Оксфорд и преподавал в Трелехе, Монмутшир. В 1594 или 1595 году покинул Оксфорд, став директором бесплатной школы в Уорике.
Был известен как крупный валлийский знаток латинской классики и сам начал публиковать латинские эпиграммы под псевдонимами  Audoenus  и  Ovenus. Эти произведения в течение некоторого времени пользовались большой популярностью, и Оуэн даже получил прозвище «Британский Марциал». Латынь в те времена являлась языком образованных людей, поэтому аудитория читателей Джона Оуэна была достаточно широкой.
Несмотря на свои литературные успехи, жил в бедности и сводил концы с концами только с помощью родственников. Его положение ухудшилось более того, когда он опубликовал ряд эпиграмм (отличавшихся, согласно ЭСБЕ, «непринуждённым и едким остроумием»), направленных против католической церкви. После этого он потерял многих своих покровителей, а его стихотворения были в 1654 году внесены Римом в Index Expurgatorius (Индекс запрещённых книг).
В 1606 году некоторые его эпиграммы были изданы в Лондоне; лучшее издание вышло в Париже в 1795 году. В XVII веке некоторые эпиграммы были переведены на английский, испанский, немецкий и французский языки. Однако современного издания на валлийском языке нет до сих пор[уточнить]. Извлечения из его стихотворений с переводом на немецкий язык издали Йорденс, Ф. А. Эберт и Ф. фон Логау. Творчество Оуэна высоко ценил Виктор Гюго, пересказав в 1820 году сюжет одной из его эпиграмм в одной из своих поэм.
В России эпиграммы Оуэна также переводились:

«Рогатых в море всех!» — так говорил Прелет.

«Сам плавать научись», — жена ему в ответ.
Оригинал:
In mare cornutos iaciendos», Pontius inquit:

Pontia respondit, Disce natare prius.

- Эта статья (раздел) содержит текст, взятый (переведённый) из одиннадцатого издания «Британской энциклопедии», перешедшего в общественное достояние.